# Чуканов, Вячеслав Михайлович
Вячеслав Михайлович Чуканов (24 апреля 1952, совхоз АМН, Химкинский район, Московская область, РСФСР, СССР) — советский спортсмен-конник, олимпийский чемпион, двукратный чемпион Спартакиады народов СССР, неоднократный призёр международных соревнований, двенадцатикратный чемпион СССР (1976—1981), неоднократный призёр всесоюзных соревнований по конкуру. Заслуженный мастер спорта СССР (1980).

## Биография
Родился в 1952 году в Химках Московской области в семье рабочих. Конным спортом начал заниматься в 1963 году в конноспортивной школе ДСО «Спартак» (Москва). В 1968 году туда же поступил рабочим по тренингу лошадей. С 1970 по 1972 год служил в армии. В чемпионатах страны начал участвовать с 1974 года, с 1978 по 1982 год входил в сборную СССР по конкуру. Награждён орденом «Знак Почета» (1980) и знаком ЦК ВЛКСМ «Спортивная доблесть» (1980).
Чемпион Олимпийских игр 1980 года в Москве в командном первенстве по преодолению препятствий, в личном зачете стал девятым. Участник Олимпиады 1988 года в Сеуле.
Сын Андреа — профессиональный футболист.